# Nelson T. Johnson

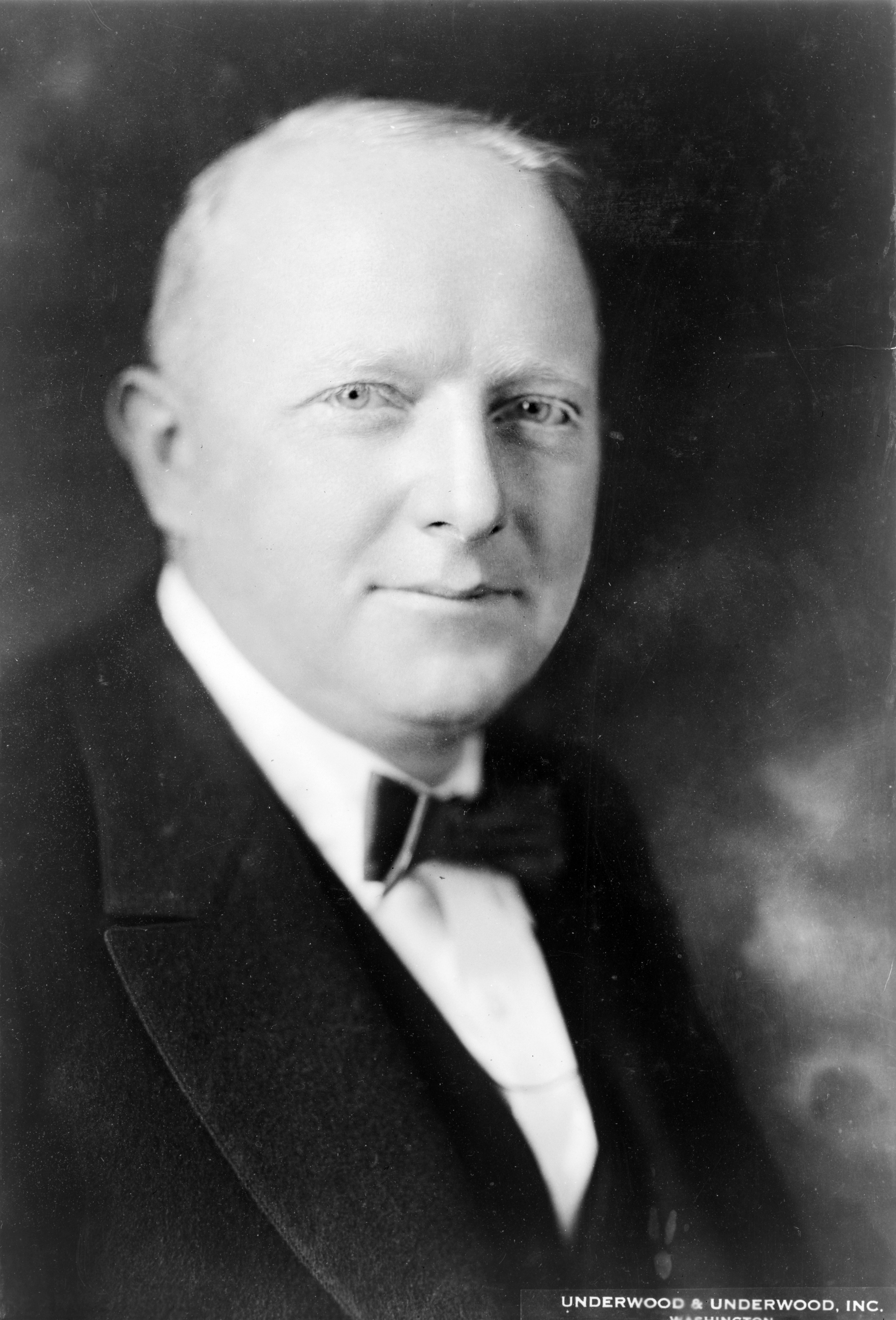
Nelson T. Johnson

Nelson Trusler Johnson (* 3. April 1887 in Washington, D.C.; † 3. Dezember 1954 ebenda) war ein US-amerikanischer Diplomat, der unter anderem von 1927 bis 1929 Assistant Secretary of State sowie zwischen 1935 und 1941 Botschafter der Vereinigten Staaten in der Republik China war.

## Leben

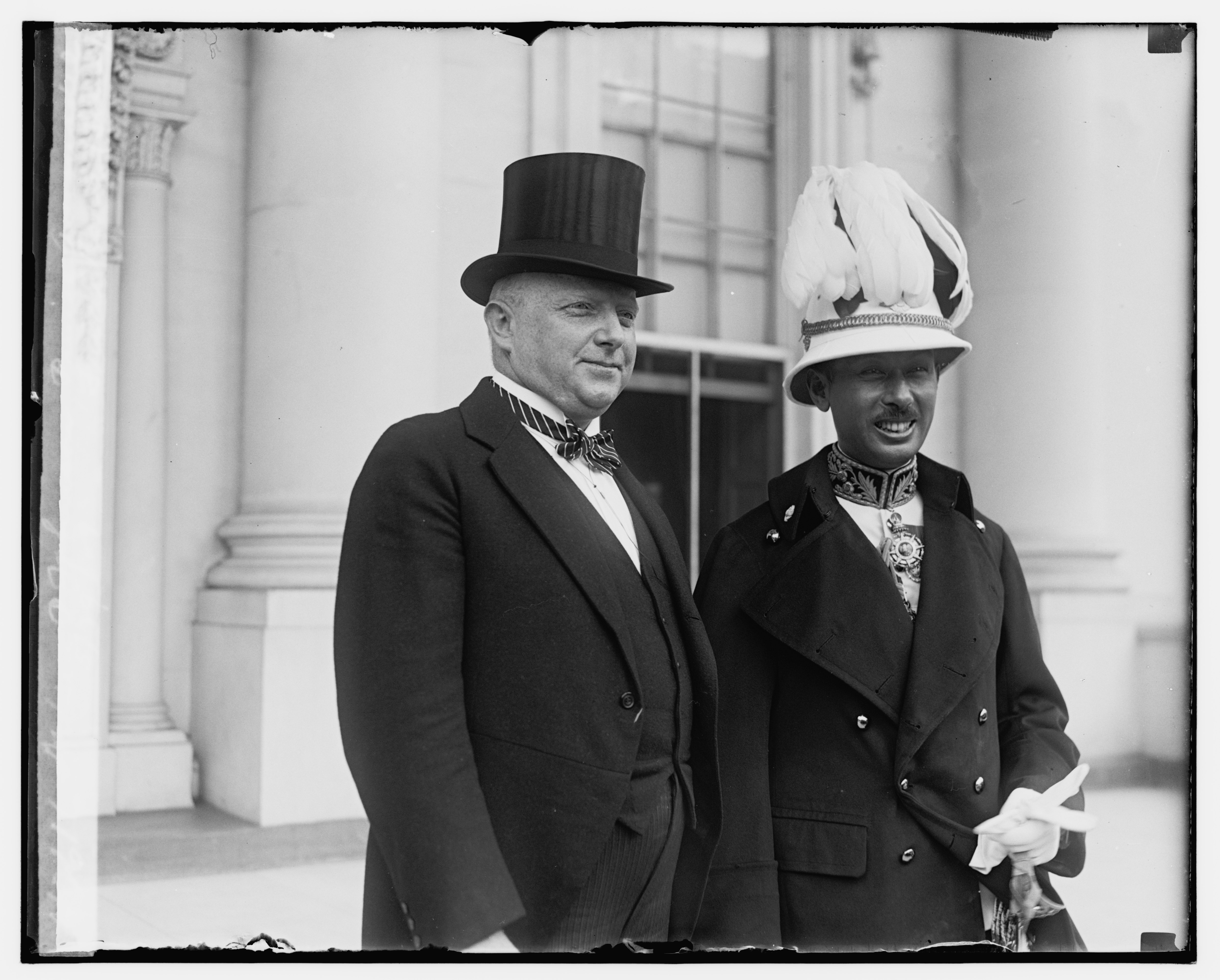
Nelson P. Johnson mit Prinz Amonadel Fridi Kara von Siam (1929).

Nelson Trusler Johnson, älteres von zwei Kindern von Jeremiah Johnson (1857–1936) und dessen Ehefrau Salome Trusler Johnson (1865–1924), absolvierte nach dem Besuch der Sidwell Friends School in Bethesda ein Studium an der George Washington University (GWU). Während des Studiums schloss er sich der Studentenverbindung Delta Tau Delta an. Er trat als Foreign Service Officer in den diplomatischen Dienst des Außenministeriums und fand in den folgenden Jahren zahlreiche Verwendungen im Ministerium sowie an Auslandsvertretungen. Er war zunächst im Kaiserreich China von 1909 bis 1910 Vizekonsul in Mukden und zwischen 1910 und 1911 in Harbin, ehe er zwischen 1911 und 1915 stellvertretender Leiter des Generalkonsulats in Shanghai war, wo er 1912 die Ausrufung der Republik China erlebte. In der Folgezeit war er zwischen 1915 und 1918 Konsul in Changsha sowie 1918 Konsul in Shanghai.
Am 9. August 1927 wurde Johnson im Außenministerium zum Assistierenden Außenminister (Assistant Secretary of State) ernannt und trat dieses Amt offiziell am 15. August 1927 an. Er bekleidete diese Funktion nach seiner Bestätigung durch den US-Senat bis zum 29. Dezember bis zum 17. Dezember 1929. Daraufhin wurde er am 16. Dezember 1929 zunächst zum Gesandte der Vereinigten Staaten in der Republik China berufen und übergab dort am 1. Februar 1930 seine Akkreditierung als Nachfolger von John Van Antwerp MacMurray. Am 18. Juni 1935 wurde er zum ersten Botschafter in der Republik China ernannt und überreichte als solcher am 17. September 1935 sein Beglaubigungsschreiben. Den Botschafterposten in der Republik China bekleidete er bis zum 14. Mai 1941, woraufhin Clarence E. Gauss ihn ablöste.
Bereits am 11. Februar 1941 wurde Johnson zum Gesandten in Australien ernannt, wo er am 12. September 1941 wiederum als Nachfolger von Clarence E. Gauss seine Akkreditierung übergab. Er verblieb in dieser Funktion bis zum 20. April 1945 und wurde im Anschluss von Robert Butler abgelöst.
Johnson war seit dem 10. Oktober 1931 mit Jane Augusta Washington Thornton Beck Johnson (1900–1991) verheiratet. Aus dieser Ehe ging der Sohn Nelson Beck Johnson (1933–2017) hervor, der als Major der US Army am Vietnamkrieg teilnahm und unter anderem mit dem Legion of Merit, der Bronze Star Medal, der Meritorious Service Medal, der Joint Service Commendation Medal sowie mit der National Defense Service Medal ausgezeichnet wurde. Er verstarb  an den Folgen eines plötzlichen Herzanfalls und wurde auf dem in Washington, D.C., gelegenen Rock Creek Cemetery beigesetzt.

## Hintergrundliteratur
- Russell D. Buhite: Nelson T. Johnson and American policy toward China, 1925–1941, East Lansing 1968